# Gare de Kurosaki
La gare de Kurosaki (黒崎駅, Kurosaki-eki) est une gare ferroviaire de la ville de Kitakyūshū, dans la préfecture de Fukuoka au Japon. Elle est exploitée par la compagnie JR Kyushu.

## Situation ferroviaire
La gare de Kurosaki est située au point kilométrique (PK) 24,9 de la ligne principale Kagoshima.

## Histoire
La gare a été inaugurée le 28 février 1891.

## Service des voyageurs

### Accueil
La gare dispose d'un bâtiment voyageurs ouvert tous les jours, avec des guichets et des automates pour l'achat de titres de transport.

### Desserte
- Ligne principale Kagoshima :
  - voie 1 : direction Hakata et Kurume
  - voies 2 et 4 : direction Kokura et Mojikō

- Ligne Fukuhoku Yutaka :
  - voies 2 à 4 : direction Orio, Iizuka, Sasaguri et Hakata

### Intermodalité
Le terminus Kurosaki-Ekimae de la ligne Chikuho Electric Railroad est adjacent à la gare.